# 曹荃 (崇禎進士)
曹荃，原名朱時荃，字元宰，號履坦，南直隶常州府無錫縣人，明朝政治人物。

## 生平
少时父坐事，当系狱，荃以身代系，而益奋于学。父事白，得释。天启四年（1624年）甲子科舉人，崇禎元年（1628年）戊辰科進士，授南京刑部主事，历郎中。偕礼部周镳言事，忤权要谪官归。久之，除知漳州府，清而不刻，吏民畏怀之，迁福建副使。时中原乱，神州鼎沸，荃数劝郑芝龙举兵勤王，既而见郑逗留不行，遂投劾去之。晚葺西郊读书台，屏迹以老。荃望亭名家，其上世有宣宗赐《垂杨春燕图》，见严绍宗《锡山逸事》。

## 引用
1. ↑  《无锡县志》
2. ↑  《常州府志》